# Microsoft Garage
O Microsoft Garage é um projeto dos laboratórios da Microsoft que permite que os funcionários trabalhem em projetos que muitas vezes não têm nenhuma relação com a sua principal função dentro da empresa. A localização física do Microsoft Garage é nos campus principais em Redmond, Washington e vários outros espalhados por todo o mundo, e os funcionários de todas as divisões da Microsoft são livres para poder fazer parte do Microsoft Garage em seu tempo de folga. Ele contém uma oficina de hardware, bem como uma porta de garagem real de trabalho. O oficial lema do Microsoft Garage é "Executadores, não faladores". O projeto se tornou público através pelo site da Microsoft Garage em outubro de 2014, como uma parte de incentivar o conhecimento público sobre o desenvolvimento de softwares da Microsoft ao público. No site da Microsoft Garage , as pessoas são convidadas a testar os aplicativos experimentais mais recentes desenvolvidos pela Microsoft.
Projetos desenvolvidos na Microsoft Garage podem ou não se tornar uma parte das ofertas de produtos da Microsoft, dependendo do sucesso alcançado nos testes.

## História
O Microsoft Garage surgiu como um ramo do Office Labs em 2009, com Chris Pratley e um punhado de engenheiros trabalhando em alguns projetos em tempos de folgas. O nome "Microsoft Garage" foi baseada no fato de que muitas empresas de tecnologia "começaram em uma garagem". Como a Microsoft é uma antiga empresa de tecnologia, eles precisavam de um espaço seguro, onde os funcionários podiam fazer um "fail fast".
No início de 2014, com a nova chegada do CEO da Microsoft, Satya Nadella, oThe Garage começou a ter mais atenção, já que para o Satya Nadella, o The Garage combinava com a "mentalidade de crescimento".
Em julho de 2014, The Garage produziu o primeiro hackathon da empresa. Foi um evento on-line e em pessoa destinado a dar aos funcionários a oportunidade de reservar tempo para trabalhar com outros em um projeto que os interessou. Mais de 11 mil pessoas se registraram em 80 países e criaram mais de 3.000 projetos.
Em 22 de outubro de 2014, Garage, lançou os primeiros aplicativos multiplataforma criados por equipes de incubação em toda a empresa. Quando o site da Microsoft Garage se tornou público, havia 16 diferentes aplicativos disponíveis para vários sistemas operacionais, como o Android, da Google, o Android Wear, iOS, Windows, Windows Phone e para Xbox One
Em fevereiro de 2015, a Microsoft lançou uma nova onda de aplicativos para Android e Windows Phone, um deles anteriormente, sendo um deles um aplicativo da Nokia. Em abril de 2015, a Microsoft Garage completou mais de 10.000 projetos por 3.000 funcionários. As divisões da Microsoft muitas vezes testava alguns de seus projetos no Microsoft Garage, como ocorreu com o time do MSN Mobile , que testou o seu layout da página em vários smartphones.
Em janeiro de 2016, a Microsoft anunciou planos para abrir instalações adicionais em outros escritórios mundiais da Microsoft. A primeira localização do Microsoft Garage fora de Redmond foi no centro de Vancouver, BC, em junho de 2016. Em seguida, uma instalação do Microsoft Garage foi aberta em Herzelia, Israel, em julho de 2016, seguida, em agosto de 2016, um local no campus da Microsoft no Silicon Valley, em outubro de 2017 em Pequim, China, em dezembro de 2017 foi a vez de abrir em Hyderabad, Índia,. Atualmente, um local de Microsoft Garage está sendo construído em Cambridge, Massachusetts, que abrirá em março de 2018. Em Redmond, bem como nos campos globais, o Garage é um recurso fundamental para acelerar a mudança de cultura na Microsoft através de programas e compromissos que se concentram em uma mentalidade de crescimento, obsessão do cliente, diversidade e inclusão e One Microsoft.

## Aplicativos

### Windows
- Mouse without borders é um aplicativo para desktop do Windows que permite aos usuários controlar até quatro computadores diferentes com um único conjunto de teclado e mouse, agindo de forma semelhante a um switch virtual KVM.[8]
- Snip é uma ferramente de captura de tela e de anotação que permite a seus usuários fazer anotações sobre capturas de telas e transformá-los em vídeos instrutivos.[9]
- Plumbago é um aplicativo de notebook projetado para reconhecimento de escrita manual e entrada de caneta , Plumbago vem da palavra latina para o grafite e também é usado para várias espécies de plantas.[10]
- Ink To Code: é um aplicativo UWP que permite aos desenvolvedores desenhar esboços de quadros e exportá-los para o Visual Studio, acelerando o processo de prototipagem UWP e interfaces de usuário do Android[11]

### Windows Phone
- Tetra Lockscreen foi um aplicativo do Windows Phone projetado para funcionar com a nova APIs da tela de bloqueio do Windows Phone 8.1, ele tinha um cronômetro, previsão do tempo, agenda, mapas e widgets com informações coletadas a partir de aplicativos do usuário. Tetra Lockscreen serviu para mostrar para os desenvolvedores o que eles podem fazer com a tela de bloqueio do Windows Phone.[12]
- Join Conference (anteriormente Nokia Conference) era originalmente um Lumia Beta App desenvolvido pela Nokia, quando foi elevado a Microsoft Garage ganhou uma integração a Cortana , ele trabalha notificando os usuários sobre suas próximas reuniões em seus calendários e mostra as identificações(IDs) das reuniões e códigos PIN. Após seu lançamento, já não era mais um aplicativo exclusivo da linha Lumia , mas os mercados disponíveis na qual o aplicativo estava disponível foi reduzido para 17.[13]
- SquadWatch é um amigos tracker, que permite aos usuários ver onde seus contatos estão se eles tenham se registrado no serviço.
- DevSpace é um aplicativo baseado no Visual Studio qque permite aos usuários verificar os desenvolvimentos em que estavam trabalhando em seus desktops e notebooks a partir de seus celulares, utiliza-se uma verificação em duas etapas chamado de OAUTH.
- InstaNote é um aplicativo de captura de áudio, que permite aos usuários capturar uma quantidade ilimitada de áudio, mas que vai salvar apenas 30 segundos da gravação selecionada, entre suas outras características são a marcação, atribuições de tarefas importar identificadores de alto-falantes do Calendário do Outlook.[14]
- Receipt Tracker é uma aplicativo de rastreamento de despesas , que permite que os usuários tirem uma foto de seus recibos e, em seguida, o aplicativo irá analisá-lo através de Reconhecimento Óptico de Caracteres (OCR) e anota a despesas que podem ser salvar no Microsoft OneNote.[15]

### Android
- Torque é um aplicativo controlado por voz para Android e Android Wear que pode realizar pesquisas usando o Microsoft Bing. O Torque foi originalmente exclusivo para Android Wear, mas com a versão 2.5 foi lançado para os celulares Android e foi adicionado eventos locais e status do voo para a funcionalidade do aplicativo.[16]
- Next Lock Screen é um launcher que mostra aos usuários sobre seus compromissos mais recentes, aplicativos mais usadas, reuniões, e mostra a agenda geral.
- Journeys & Notes é uma aplicativo social que conecta os usuários que estão no mesmo caminho e use o mesmo modo de transporte, e permite aos usuários escrever notas para o outro.[17][18]
- Your Weather de um aplicativo Chinês que fornece as condições climáticas de várias cidades na China, foi desenvolvido em estreita cooperação com a Microsoft Research da Asia e a Administração Meteorológica da China.
- Teclado para o Excel é um teclado otimizado para o Microsoft Excel Mobile, com um layout de números com 10 teclas para uma rápida inserção dos dados e uma tecla de tabulação para facilitar a navegação através de abas.
- Snap to Pin é um aplicativo que pode salvar artigos da internet para consumo posterior, através de imagens que os usuários podem, em seguida, guardar no Microsoft OneNote ou compartilhá-los com os contatos do usuário através de alguma rede social.[19]
- Parchi é um aplicativo de anotações semelhante ao Evernote e Notas Autoadesivas , o nome Parchi vem de Patchi da língua Hindi que significa "'pequenos pedaços de papel utilizado para notas curtas", diferente da simples anotação, os usuários podem utilizar o aplicativo com cores diferentes para suas notas e faça anotações pesquisáveis através de hashtags e notas tomadas com Parchi pode ser compartilhadas através de SMS ou serviços de mensagens instantâneas.[20]
- Connections é um gerenciador de contatos, que auxilia no gerenciamento de diferentes tipos de relações pessoais e profissionais, sobre o gerenciamento de contatos tradicionais que oferece anotação e categorização. O aplicativo Microsoft Connections foi lançado na Índia em 18 de janeiro, em 2016.[21]
- Microsoft Mimicker é um aplicativo de despertador que força os usuários a jogar um jogo ou tirarem uma selfie de humor para desligar o alarme.[22]
- Kaizala é um aplicativo de produtividade para Android, projetado para acompanhar as contas, tarefas e localização de um usuário, ele também permite conversa em grupo e a comunicação através da partilha de informações relevantes e extraindo valor de um bate-papo em grupo.[23]
- Sprightly é uma aplicativo de produtividade para empresas que permite aos usuários criar E-Cards, listas de preços, catálogos e panfletos para suas empresas.[24]
- Hub Keyboard é um teclado para dispositivos Android que apresenta a tradução de linguagem e a capacidade de pesquisa para documentos e contatos no próprio teclado .[25]

### Multi-plataforma
- Tossup é de comunicação e ferramenta de programação para Android e iOS, projetado para combinar mensagens SMS e web para encontros sociais e integra dados do Yelp , mas o aplicativo tem sido criticado por, essencialmente, ser "outro" serviço de mensagens instantâneas que não dispõe inovadoras funcionalidades.
- Send é um aplicativo de e-mail originalmente lançado para o iPhone , mas foi anunciado para o Android e o Windows Phone (e apenas disponível nos Estados Unidos da América e Canadá após seu lançamento) que é projetado para curtas mensagens de e-mail e permite aos usuários enviar e-mails sem linhas de assunto e é voltado para a adição de "principais fatos" e pedindo "perguntas rápidas" ao contrário dos sistemas mais tradicional de e-mail. Só as mensagens geradas em Send são visíveis em Send.
- Invite é um aplicativo para programar reuniões lançado originalmente para o iPhone , mas foi imediatamente anunciado o lançamento no Android e Windows Phone em uma data posterior. Invite permite aos usuários sugerirem ocasiões que serão melhor para eles e permite que os participantes votem para o melhor tempo; os participantes podem ser convidados via e-mail e poderá votar dentro do aplicativo ou através de um navegador; depois da votação, o usuário pode enviar a data para todos os calendários dos participantes.
- Twist é um aplicativo de mensagens por fotos, originalmente lançado para iPhone e iPad que funciona como um serviço de mensagens instantâneas, mas em vez de usar os tradicionais emoticons e emoji para comunicação visual, os usuários podem usar fotografias.
- MyMoustache.net é um site que adiciona pelos faciais nas fotos, no espírito do Movember; ele é baseado no Microsoft Project Oxford zAPI.
- Fetch! é um aplicativo para iOS e tem um website (what-dog.net) com base no Microsoft Project Oxford APIs mas, ao contrário MyMoustache ele pode identificar um cão de raça com base em uma imagem carregada.
- SandDance é um site de visualização de dados desenvolvido pela Microsoft Visualization Research and Interaction Team (VIBE),que pode analisá-lo e apresentá-lo de uma forma mais visual para torná-lo mais fácil de ser compreendido por um público mais amplo. O SandDance está disponível como uma ferramenta da Web e como um complemento para o Microsoft Power BI.
- Outings: um aplicativo para iOS e Android, é praticamente um aplicativo para encontrar e explrorar atrações para viagens[26]